# Andronik (sin Aleksija I.)
Andronik Komnen (grčki Ἀνδρόνικος Κομνηνός; 18. rujna 1091. — 1130/31.) bio je bizantski princ, vojni zapovjednik i sebastokrátor. Bio je četvrto dijete te drugi sin bizantskog cara Aleksija I. Komnena i carice Irene Duke te je bio nazvan po djedu po majci. Budući da su mu roditelji bili na tronu u trenutku njegovog rođenja, Andronik je bio princ Porphyrogénnētos. Prema spisu Codex Mosquensis, rođen je 18. rujna 1091. 
Borio se protiv Turaka Seldžuka. Nakon smrti cara Aleksija, Andronik, njegova majka Irena te njegova sestra, povjesničarka Ana Komnena, ušli su u urotu protiv cara Ivana II. Komnena, koji je bio brat Ane i Andronika. Ivan je bratu oprostio te je Androniku bilo dopušteno ostati na dvoru. Andronik se oženio Irenom, koja je možda bila ruska princeza, kći Volodara od Przemyśla. Smatrana je vrlo lijepom ženom te je Androniku rodila sina Aleksija.
Andronik je umro nakon duge bolesti te je vjerojatno pokopan u jednom manastiru. Budući da je bio u iznimno dobrim odnosima s majkom i sestrom Anom, Ana ga je opisala u svome djelu Aleksijadi.